# アルゼンチンの国章
アルゼンチンの国章（アルゼンチンのこくしょう）の現在用いられている形式は1944年に定められたものだが、起源は1813年の主権議会にさかのぼる。そこで国章の特定用法を定めたいかなる形の布告、あるいは認可の存在は知られていないが、このシンボルは2月22日に調印された法令に押されていることから、迅速に選ばれたと思われている。最初に公的な文書で言及されたのは同年の3月12日であり、その中でこの印章は第二の三頭政治の中で、行政権力によって用いられなければならないと言及されている。
4月13日の国民議会においてそれぞれの裏面に議会の印章のある、新しい銀貨と金貨が鋳造され、それにより印章は紋章となりはじめ、4月27日に紋章は国章となった。
宣言では紋章は旗に用いられるべきではないともまた述べているが、マヌエル・ベルグラーノは彼がフフイ市に贈った旗に紋章を塗るよう命令した。
その上、アルゼンチン独立戦争においては、多くの軍旗に紋章があしらわれた。

## 概要
誰が国章を考案したのかは知られておらず、アルベアール、モンテアグード、ビエイテスの三人がしばしば言及されているが、ベルナルディーノ・リバダビア大統領がペルー人のアントニオ・イシドロ・カストロにアルゼンチンの国章を制定するように頼んだと、数年前には知られており、しかし二つの案は見つかっていない。
紋章の図案は以下に述べるシンボルから構成される。
上部にはアルゼンチンの有名なシンボルであり、アルゼンチンの国旗にも描かれている山吹色の五月の太陽があり、アルゼンチンの興隆を象徴している。アルゼンチンの国歌の一番に"Se levanta a la faz de la tierra una nueva y gloriosa nación,"「新しき栄光に満ちた国家は、地の上に目覚める」と歌われているが、
スペイン語の動詞 levantarse は「上がる」が原義であり、前述の歌詞にあるような「（眠りから）目覚める」という意味の他に「（太陽が）昇る」をも意味することがある。

1813年の主権議会の印章

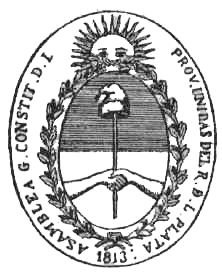
1813年の主権議会の印章

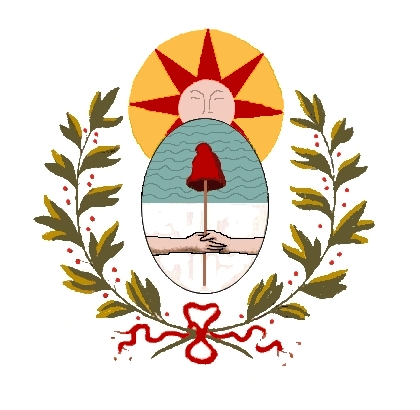
1793年頃のフランスの国民議会のグループの印章

中央の楕円で握手している二つの手はアルゼンチンの諸州の連合を象徴している。手はパイクを握るように握手しており、パイクは力と、槍の上のフリギア帽（自由帽）に象徴された自由を防衛する意志を表している。
青と白の色はアルゼンチンの民衆のシンボルであり、国旗の色と同じである。青い半楕円は空を表し、白い（紋章学上は銀色の）半楕円はラプラタ川（スペイン語で la plata は「銀」を意味する）を表している。
手は肉の色であり、友情、平和、連合、兄弟愛を表している。パイクは茶色であり（木のパイクである）、伝統的なフランスの帽子のようなフリギア帽は赤である。
手とフリギア帽の接近はそれぞれの表す意味に加えて、アルゼンチンの国の標語 "En unión y libertad"（「統一と自由において」）を表しており、統一（手）は力（パイク）を、力（パイク）は自由（フリギア帽）という事実を表している。
フリギア帽はアナトリア半島のフリギア人が被っていたものであるが、古代ローマにて自由を獲得した奴隷のシンボルとなり、その解放奴隷達は彼らの所有者に彼らが自由になる前は所有者によって木のパイクで痛めつけられていた。
月桂樹はもう一つの古典的なシンボルであり、ピューティア大祭の勝者は月桂冠を与えられ、それ以来勝利と栄光のシンボルとなっている。